# Härte
Härte és una pel·lícula dramàtica alemanya del 2015 dirigida per Rosa von Praunheim i protagonitzada per Hanno Koffler.

La pel·lícula explica la història d'Andreas Marquardt que va ser abusat sexualment per la seva mare quan era nen, es va convertir en campió de karate i més tard proxeneta. Es va projectar a la secció Panorama del 65è Festival Internacional de Cinema de Berlínon va guanyar el tercer premi al Premi del Públic Panorama.

## Argument
De petit, Andy és molt maltractat pel seu pare fins que l'home abandona definitivament la família. Quan queda sola amb el seu fill, la mare obliga l'Andy a fer actes incestuosos. Als vuit anys, l'Andy se sent atret per les arts marcials japoneses i comença a entrenar-se diàriament. A diferència de la seva situació familiar, el seu dojo proporciona la seguretat d'una jerarquia fiable on pot prosperar. La seva imprudència i els seus èxits com a lluitador de torneigs li asseguren l'atenció de l'inframón local. A falta d'alternatives, accepta l'oportunitat de treballar com a delinqüent. Més d'una noia bonica està enamorada del seu encant accidentat. S'aprofita dels seus sentiments dirigint un pròsper negoci secundari com a proxeneta fins que una noia anomenada Hannah diu alguna cosa que li recorda a la seva mare maltractadora. Aclaparat per la ira, la colpeja i és empresonat. La Marion, una de les seves amants, es manté fidel. Amb ella s'obre per primera vegada a una dona i això li permet explicar a un terapeuta els secrets de la seva infància problemàtica. Després del seu alliberament, es converteix en el company fidel de la Marion.

## Repartiment
- Hanno Koffler com a Andy
- Katy Karrenbauer com a mare d'Andy
- Oliver Sechting com a cambrer
- Luise Heyer com a Marion
- Sascia Haj com a Hannah
- Udo Lutz com a guàrdia de la presó
- Stefan Kuschner com a oficial d'ingressos
- Luise Schnittert com a Beate

## Recepció
El crític de cinema britànic Joe Manners Lewis va valorar la trama de la pel·lícula com a "interessant", però també va subratllar que l'adaptació de vegades semblava més una reconstrucció documental que un cinema artístic.